# Сансони, Себастьен
Себастье́н Сансони́ (фр. Sébastien Sansoni; род. 30 января 1978, Йер) — французский футболист, защитник.

## Карьера
Является чемпионом мира 2005 по пляжному футболу.
Летом 2009 года присоединился к подмосковному клубу «Химки». Дебютировал в чемпионате России 22 августа 2009 года в матче 19-го тура против ЦСКА.
В 2010 году перешёл в израильский клуб «Маккаби» (Петах-Тиква).